# Marco Antonio de la Cuadra
Marco Antonio de la Cuadra Poisson (1890-1972) fue un abogado y político chileno. Se desempeñó como diputado en dos ocasiones diferentes, y ministro de Fomento de su país, durante el gobierno del presidente Juan Esteban Montero entre abril y junio de 1932.

## Familia y estudios
Nació en el año 1890, uno de los siete hijo del matrimonio compuesto por Marco Antonio de la Cuadra Palma y Eugenia Poisson Garín. Su hermano Arturo, actuó como intendente de Aysén y Magallanes durante el gobierno del presidente Arturo Alessandri. Realizó sus estudios secundarios en el Instituto Nacional y luego ingresó a estudiar derecho en la Escuela de ese ramo de la Universidad de Chile. Juró como abogado el 3 de mayo de 1912. Se dedicó al ejercicio libre de su profesión.
Se casó con Adriana Fabres Pinto, con quien tuvo seis hijos, incluyendo a Sergio de la Cuadra, quien fuera presidente del Banco Central de Chile y ministro de Estado durante la dictadura militar de Augusto Pinochet.

## Trayectoria política
Militó en los partidos Liberal Democrático, Conservador y Radical. En 1918 fue designado secretario de la Intendencia de Tarapacá. En las elecciones parlamentarias de 1924 fue elegido diputado por Pisagua y Tarapacá, por el periodo legislativo 1924-1927. Integró la Comisión Permanente de Gobierno y la de Legislación Social. No pudo concluir su periodo parlamentario, pues el Congreso Nacional fue disuelto el 11 de septiembre de 1924, por decreto de la Junta de Gobierno que mediante un golpe de Estado se hizo con el poder ejecutivo.
Un año después del restablecimiento del Congreso, se presentó a las elecciones parlamentarias de 1925, dónde fue electo diputado, por la circunscripción departamental de Pisagua y Tarapacá, para el periodo 1926-1930. En esta vez fue diputado reemplazante en la Comisión Permanente de Legislación y Justicia y en la de Reforma Constitucional y Reglamento; integró la Comisión Permanente de Trabajo y Previsión Social.
Como conocedor de las costumbres y necesidades de la zona que representaba, propuso y fue aprobado por el Congreso, en enero de 1928, un proyecto de ley para modificar la ley semi-seca que regía en la zona norte desde febrero de 1927, y según la cual, sólo se permitía en aquella región, la venta y el consumo de bebidas fermentadas. Logró que se restableciera el régimen anterior, el cual permitía a los puertos de Pisagua, Iquique, Tocopilla, Antofagasta y Taltal, la venta y consumo de licores en los clubs y la venta en envase cerrado para consumirse afuera, en los almacenes de provisiones de aquellos puertos.
En las siguientes elecciones parlamentarias consiguió la reelección como diputado por la misma circunscripción, por el periodo 1930-1934. Integró la Comisión Permanente de Hacienda. En esas fechas fue nombrado por el presidente provisional Juan Esteban Montero, como ministro de Fomento, cargo que desempeñó entre el 8 de abril y el 4 de junio de 1932. Al aceptar el puesto ministerial, debió renunciar a la Cámara de Diputados. Intentó infructuosamente reintegrarse a la Cámara después de dejarlo, pero producto de otro golpe de Estado que estalló el 4 de junio de 1932, decretó nuevamente, el día 6 de ese mes, la disolución del Congreso.